# Wolf River (condado de Langlade, Wisconsin)
Wolf River es un pueblo ubicado en el condado de Langlade en el estado estadounidense de Wisconsin. En el Censo de 2010 tenía una población de 731 habitantes y una densidad poblacional de 2,37 personas por km².

## Geografía
Wolf River se encuentra ubicado en las coordenadas 45°14′6″N 88°43′39″O / 45.23500, -88.72750. Según la Oficina del Censo de los Estados Unidos, Wolf River tiene una superficie total de 307.84 km², de la cual 302.45 km² corresponden a tierra firme y (1.75%) 5.39 km² es agua.

## Demografía
Según el censo de 2010, había 731 personas residiendo en Wolf River. La densidad de población era de 2,37 hab./km². De los 731 habitantes, Wolf River estaba compuesto por el 97.26% blancos, el 0.27% eran afroamericanos, el 0.68% eran amerindios, el 0.14% eran asiáticos, el 0% eran isleños del Pacífico, el 0% eran de otras razas y el 1.64% pertenecían a dos o más razas. Del total de la población el 0.82% eran hispanos o latinos de cualquier raza.